# Лимит ответственности
Лимит ответственности (или лимит ответственности страховщика) — максимальный размер  страховой выплаты по одному страховому случаю, по одному объекту, по одному риску, или по некоторой совокупности объектов и рисков. Лимит ответственности указывается в договоре страхования или перестрахования, либо устанавливается законом. Лимит ответственности не может превышать страховой суммы.
В страховании ответственности, если заранее нельзя предусмотреть возможный ущерб при страховом случае, лимит ответственности  заменяет страховую сумму. В ряде европейских стран (Великобритания, Франция, Нидерланды) при страховании ответственности (например - ОСАГО) размер страховой выплаты (лимит страхования) при нанесении  вреда жизни и здоровью не ограничен и может быть сколь угодно большим.